# Garsa becgroga
La garsa becgroga (Pica nuttalli), és un ocell gran que pertany a la família dels còrvids, que es troba només a Califòrnia. Habita a la Vall Central de Califòrnia i els turons i muntanyes adjacents del chaparral (garriga). Llevat del bec groc i una ratlla groga al voltant de l'ull, aquest tipus de garsa és virtualment idèntica a la garsa de bec negre (Pica hudsonia) que es troba a gran part de la resta d'Amèrica del Nord.
El nom científic commemora el naturalista anglès Thomas Nuttall.

## Taxonomia
L'anàlisi de l'ADN mitocondrial i de la seqüència d'ADN (Lee et al., 2003) indica una relació més estreta entre la garsa de bec groc i la garsa de bec negre, que entre aquesta i la garsa europea (P. pica) - que, d'atra banda, són genèticament molt properes. Així, les dues formes americanes podrien ser considerades com una sola espècie.
La subespècie coreana de la garsa europea (P. p. sericea) està una mica més allunyada, segons l'evidència molecular, de totes les altres (incloent-hi les d'Americà del Nord). Des d'aquest punt de vista, doncs, caldria o bé mantenir les formes nord-americanes com específicament diferents i elevar a estatus d'espècie la subespècie coreana (i possiblement d'altres relacionades), o, al contrari, considerar totes les garses com subespècies d'una mateixa espècie, Pica pica
La combinació de l'evidència fòssil (Miller i Bowman, 1956) i les consideracions paleobiogeogràfiques amb les dades moleculars indica que els ancestres de la garsa de bec groc van quedar aïllats a Califòrnia molt poc després que les garses ancestrals colonitzessin Amèrica del Nord (probablement fa 3-4 milions d'anys), a causa de les glaciacions i de l'elevació permanent de la Sierra Nevada. Però durant els períodes interglacials es va produir un flux de gens entre la Garsa de bec groc i la Garsa de bec negre, fins que l'aïllament reproductiu es va aconseguir plenament en el Plistocè.
La garsa de bec groc s'adapta als calorosos estius de la Vall Central de Califòrnia, i experimenta menys estrès de calor que la garsa de Hudson.

## Comportament
La garsa de bec groc és gregària i dorm en comunitat. Sovint el grup dorm en una àrea general composta per una perxa central on reposen moltes aus i diversos penjadors perifèrics on se'n troben menys.
Les bandades de Garses de bec groc són conegudes pel seu comportament d'aparença funerària quan mor un dels seus membres.

### Cria
La garsa de bec groc prefereix boscos d'arbres alts al llarg de rius i a prop d'àrees obertes, encara que en algunes ciutats han començat a niar en terrenys erms i altres llocs amb males herbes. Una parella de garses construeix el seu niu en forma de cúpula, amb pals i fang, en una branca alta. Els nius poden estar a 14 metres d'altura sobre el sòl, de vegades ben allunyats del tronc en branques llargues, per evitar que hi vagin els depredadors. Nien en colònies petites, o ocasionalment de manera solitària. Fins i tot quan nien en colònia, ben a la vora d'altres congèneres, poden exhibir un cert grau de comportament territorial. Aquests ocells són residents permanents i no solen allunyar-se gaire de la seva àrea de reproducció.
La promisqüitat no és inusual entre les Garses de bec groc. Després de l'aparellament, el mascle exhibeix vigilància de la parella, impedint que la femella s'aparelli amb altres mascles fins que pongui el primer ou. La posta d'ous conté de 5 a 7 ous que són incubats per la femella durant 16 a 18 dies. Els dos progenitors alimenten els pollets amb una dieta formada principalment per insectes, fins al final de la plomada, que arriba als 30 dies.

### Menjar i alimentació

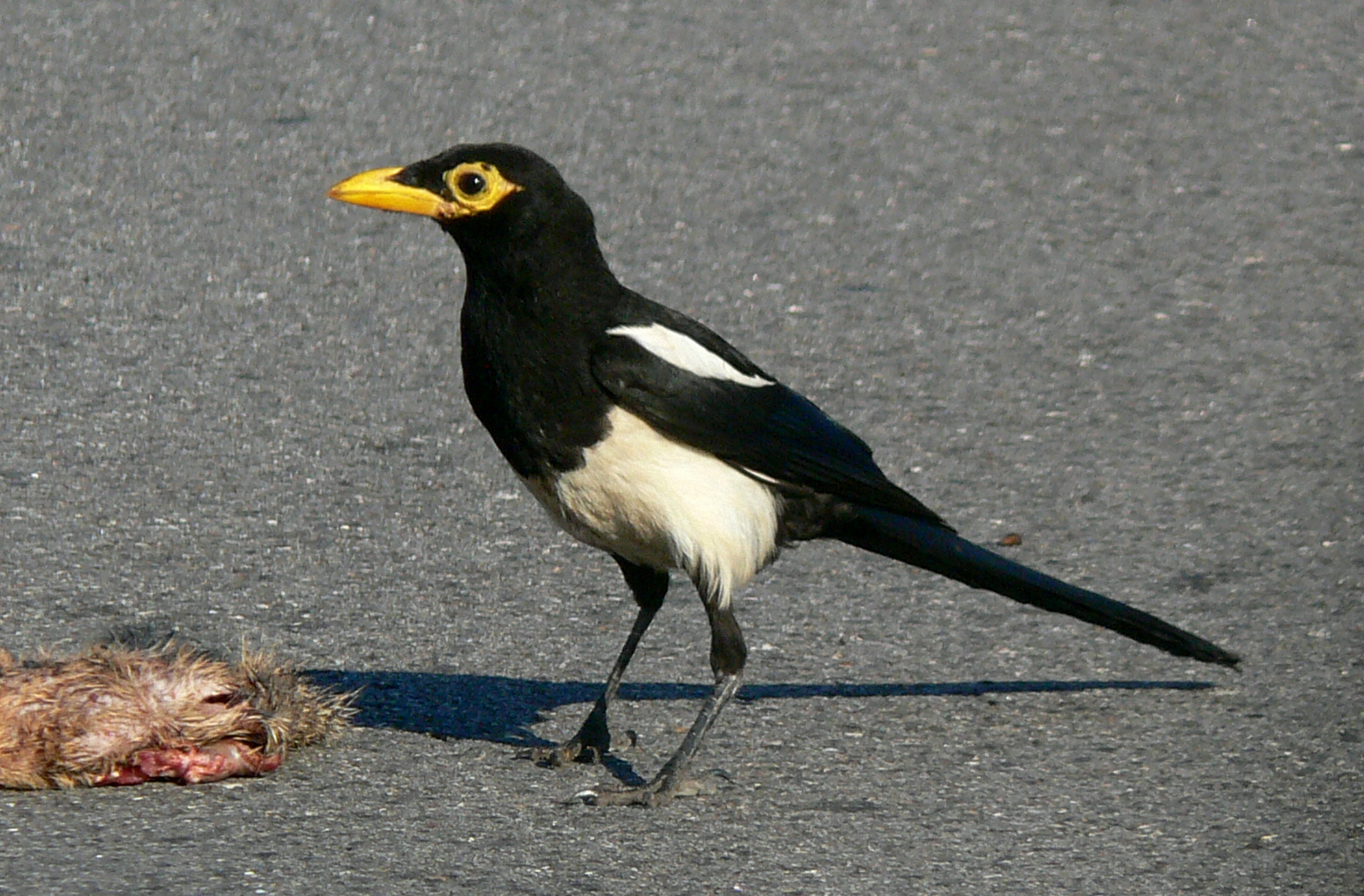
Amb la carronya d'un animal atropellat a Califòrnia

Són ocells omnívors que busquen menjar a terra. S'alimenten principalment d'insectes, especialment llagostes, però també de carronya, glans i fruits a la tardor i l'hivern. Se senten atrets pels cadàvers dels animals sacrificats recentment a les granges i ranxos. Remenen entre les escombraries i en abocadors, i de vegades cacen rosegadors.

## Malalties
És extremadament susceptible al virus del Nil occidental. Entre 2004 i 2006 es calcula que un 50% de totes les Garses de bec groc van morir del virus. Com que aquests ocells tendeixen a dormir a prop dels cursos dels rius, estan força exposats als mosquits.

## Conservació
La UICN classifica l'ocell com a espècie gairebé amenaçada, però la Nature Conservancy el posa en la categoria de vulnerable. A part del virus del Nil occidental, les principals amenaces són la reducció del seu hàbitat i els verins per a rosegadors. Aquesta espècie té una àrea limitada de distribució però és estesa per tota l'àrea i encara és comú en molts llocs.